# شایسته قادرپور
شایسته قادرپور (English: Shayesteh Ghaderpour) (زادهٔ ۲۱ فروردین ۱۳۶۳) شطرنج‌باز ایرانی با درجهٔ استاد بین‌المللی زنان است. وی از سال ۱۳۷۵ عضو تیم ملی شطرنج زنان ایران است و در سپتامبر ۲۰۱۱ به ریتینگ ۲۲۵۲ دست یافت که او را در ردهٔ سوم زنان ایرانی قرار داد. همچنین وی همسر سابق احسان قائم مقامی شطرنج باز ایرانی می‌باشد. وی هم‌اکنون در آمریکا ساکن است.

## زندگی‌نامه
- در سال ۲۰۰۹، وی موفق به کسب مقام اول مسابقات شطرنج برق آسا بانوان در ایران شد.
- در سال ۲۰۱۱، وی به مقام قهرمانی مسابقات چترنگ قهرمانی بانوان غرب آسیا دست یافت و اجازه حضور در مسابقات قهرمانی جهان بانوان را کسب کرد.
- در سال ۲۰۱۲، وی در رتبه دوم مسابقات قهرمانی کشور در ایران قرار گرفت.
- در سال ۲۰۱۲، وی در مسابقات قهرمانی جهان در خانتی-مانسیسک حضور پیدا کرد و در دور اول بازی را به پیا کراملینگ واگذار کرد.

شایسته قادرپور تیم ملی ایران را در مسابقات زیر همراهی کرده‌است.
- شش دوره المپیاد شطرنج بانوان (۱۹۹۶، ۲۰۰۲، ۲۰۰۶ تا ۲۰۱۲)؛
- پنج دوره مسابقات قهرمانی چترنگ آسیا (از ۲۰۰۵ تا ۲۰۱۴) که موفق به کسب دو مدال برنز تیمی (۲۰۰۹ و ۲۰۱۴)، یک مدال نقره انفرادی (۲۰۰۵)، و یک برنز انفرادی (۲۰۰۸) شد؛
- مسابقات چترنگ تیمی در بازی‌های آسیایی (۲۰۱۰)؛
- و دو دوره مسابقات چترنگ تیمی در بازی‌های آسیایی داخل سالن (۲۰۰۷ و ۲۰۰۹).